# مأوى الخدام
مأوى الخدام هو أحد مرافق البنايات الذي يحتوي على مستراحات للخدم، أو حتى بيوت لهم، حيث يكون متاعهم. من أواخر القرن السابع عشر وحتى أوائل القرن العشرين، كانت هذه الغرف سمة مشتركة في العديد من المنازل الكبيرة. وفي بعض الأحيان تكون هذه الغرف جزءًا لا يتجزأ من منزل أصغر حجمًا - في الطوابق السفلية والعليات، وخاصة في المنازل ذات الطوابق العليا، بينما في المنازل الأكبر حجمًا تكون غالبًا جناحًا أو مبنى مجاورًا يُبنى خصيصًا لهذا الغرض. في الأوصاف المعمارية والكتب الإرشادية للمنازل الفخمة، غالبًا ما يجري تجاهل أماكن إقامة الخدم، ومع ذلك فهي تشكل جزءًا مهمًا من التاريخ الاجتماعي، وغالبًا ما تكون مثيرة للاهتمام مثل الجزء الرئيسي من المنزل نفسه.
في الجزء الرئيسي من المنزل مع أصحاب العمل، ينامون أينما توفرت المساحة. كانت غرفة الاستقبال الرئيسية في المنزل - والمعروفة غالبًا باسم القاعة الرئيسية - مشتركة تمامًا بغض النظر عن التسلسل الهرمي داخل الأسرة. قبل هذه الفترة كانت المنازل الأكثر فخامة والقصور الملكية مثل قصر هامبتون كورت وأودلي إند وهولدينبي هاوس، تحتوي على مناطق ثانوية مميزة. لم تكن هذه المناطق، غالبًا ما تكون أفنية تُعرف باسم مطبخ فناء القاعدة، مخصصة للخدم حصريًا، ولم تكن غير ملحوظة أيضًا. في هامبتون كورت، تشكل الفناء الأصغر جزءًا من مسار الموكب الرسمي تحت برج الساعة المزخرف إلى المناطق الأكثر فخامة في القصر. كان للخدم قبل أواخر القرن السابع عشر مكانة اجتماعية أكبر من نظرائهم في القرن الثامن عشر. وكان من بينهم سيدات ومختلف أقارب المالكين الأكثر فقراً، وكان عددهم أيضًا أكبر بكثير. في عام 1585، كان لدى إيرل ديربي أسرة مكونة من 115 شخصًا، بينما بعد أربعين عامًا كان إيرل دورست لا يزال يحتفظ بأسرة مكونة من 111 شخصًا، وكانوا جميعًا يعيشون في حالة جيدة. بحلول عام 1722، كان لدى دوق شاندوس الأكثر رقيًا أسرة مكونة من 90 شخصًا، كان 16 منهم أعضاء في أوركسترا خاصة به وليسوا خدمًا منزليين. كان انخفاض أعداد الموظفين يسير جنبًا إلى جنب مع انخفاض المراسم. اختفت إجراءات تقديم الطعام لجميع أفراد الأسرة المجتمعين في القاعة مع مراسم الانحناء والتقبيل والركوع وحاملي الكؤوس وأصبح الخدم أقل وضوحًا.